# Битва при Эстеро Бельяко
Битва при Эстеро Бельяко (исп. Batalla de Estero Bellaco) — сражение, произошедшее 2 мая 1866 года между армией Парагвая и войсками Тройственного альянса, в ходе Парагвайской войны, близ Эстеро Бельяко.

## Предыстория

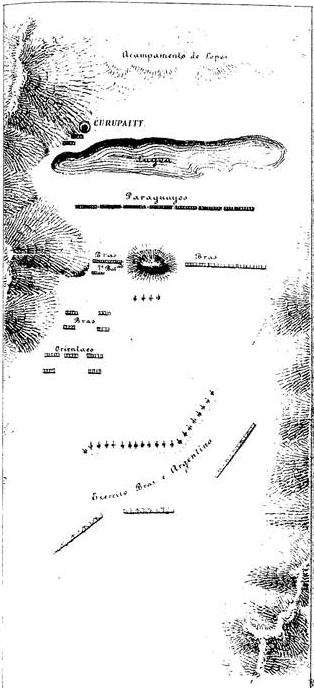
План расположения войск 2 мая 1866 года в Битве при Эстеро Бельяко

16 апреля 1866 года бразильские войска под командованием маршала Осорио пересекли реку Парагвай и атаковали крепость Итапиру и Пасо-де-ла-Патриа, которые находились под контролем Парагвая. К вечеру парагвайцы были вынуждены отступить за большое болото Эстеро Бельяко. Армия под командованием генерала Флореса разбила лагерь на южной окраине болота.
2 мая 1866 года президент Лопес направил 4500 парагвайских пехотинцев против этого авангарда союзников.

## Сражение

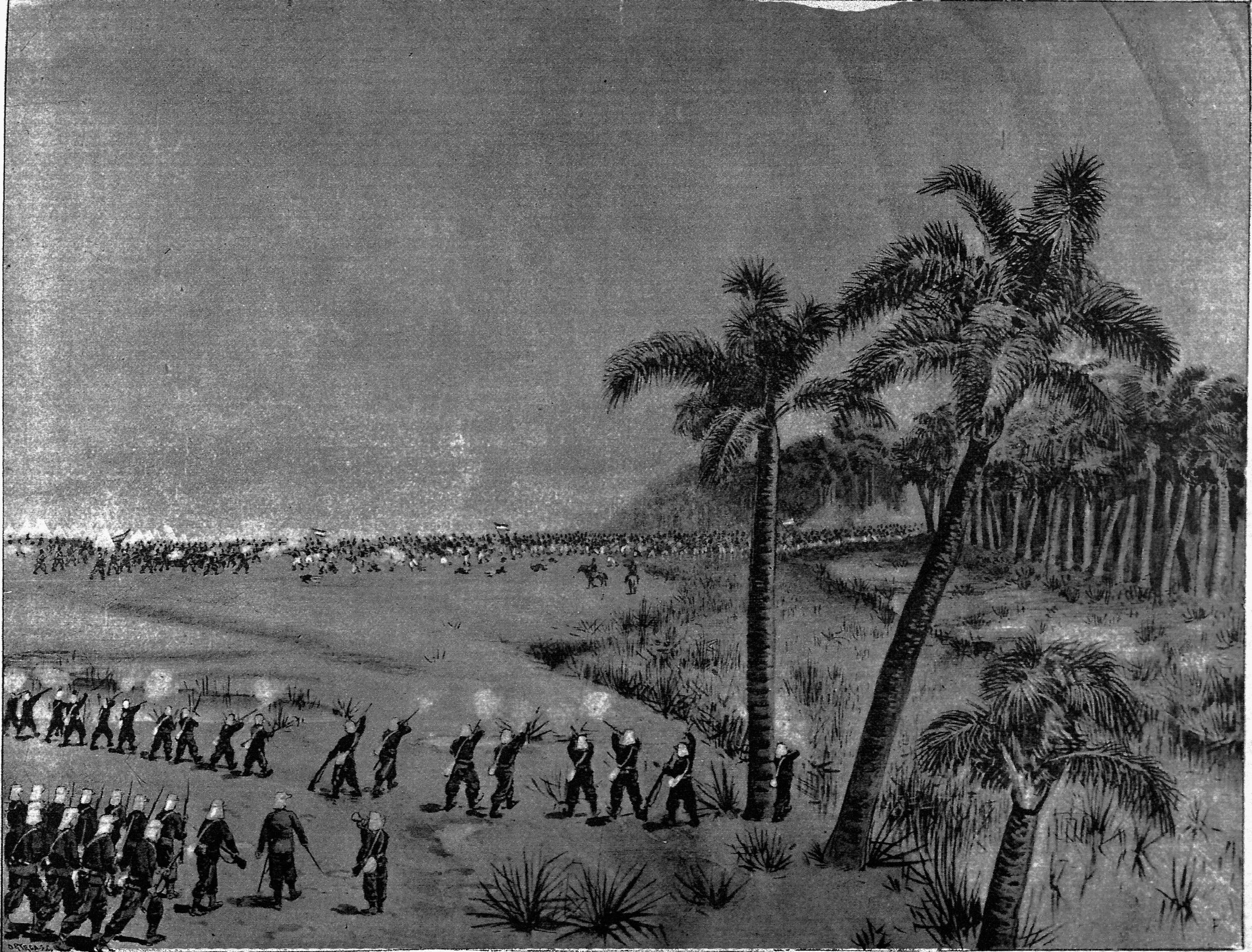
Битва при Эстеро Бельяко

Генерал Флорес и его армия, которой командовал испанский наемник Хосе Ойеда, дислоцированная в Эстеро Бельяко, была атакована 2 мая парагвайскими войсками численностью 6000 человек с четырьмя артиллерийскими орудиями. Парагвайцы успешно наступали на войска союзников, пока к ним не пришли на помощь двенадцать резервных батальонов.
Позже Лопес приказал провести разведку боем к югу от Эстеро Бельяко, чтобы установить местонахождение противника. Вражеская армия отступила без сопротивления. Все предвещало близкий и несомненный успех. Следуя за отступающим противником, они продвигались по дороге возле города Умайта, пока без труда не достигли Эстеро Бельяко-дель-Сур, в окрестностях которого располагалось войско, состоящее из четырёх уругвайских батальонов, четырёх бразильских батальонов, четырёх артиллерийских орудий, нескольких кавалерийских полков риогранденсе и двухсот всадников из личного эскорта генерала Флореса. В общей сложности более восьми тысяч человек из трех родов войск.
В двенадцать часов парагвайцы прорвались через три перевала Эстеро, подавив аванпосты Тройственного альянса. Натиск парагвайской кавалерии сначала посеял замешательство среди аргентинских и уругвайских войск. Сам Венансио Флорес был на грани того, чтобы быть схваченным в перестрелке, но смог бежать благодаря удаче. Запасные войска под командованием Осорио, смогли дать достойный отпор парагвайским атакующим силам. Действительно, когда авангард союзной армии был разгромлен, полковник Хосе Диас, командующий парагвайскими войсками, принял решение пойти ещё дальше. Вместо того чтобы отдать приказ о немедленном отступлении, поскольку цель операции уже была достигнута, он предпринял безрассудную погоню, чтобы врезаться в основную массу вражеской армии. Потери были высоки для обеих сторон. Вмешательство Бразилии в тыл имело решающее значение для предотвращения более глубокого проникновения парагвайцев. На другом направлении Эстеро Диас попытался обойти бразильские войска с тыла, но потерпел неудачу и был вынужден отступить.

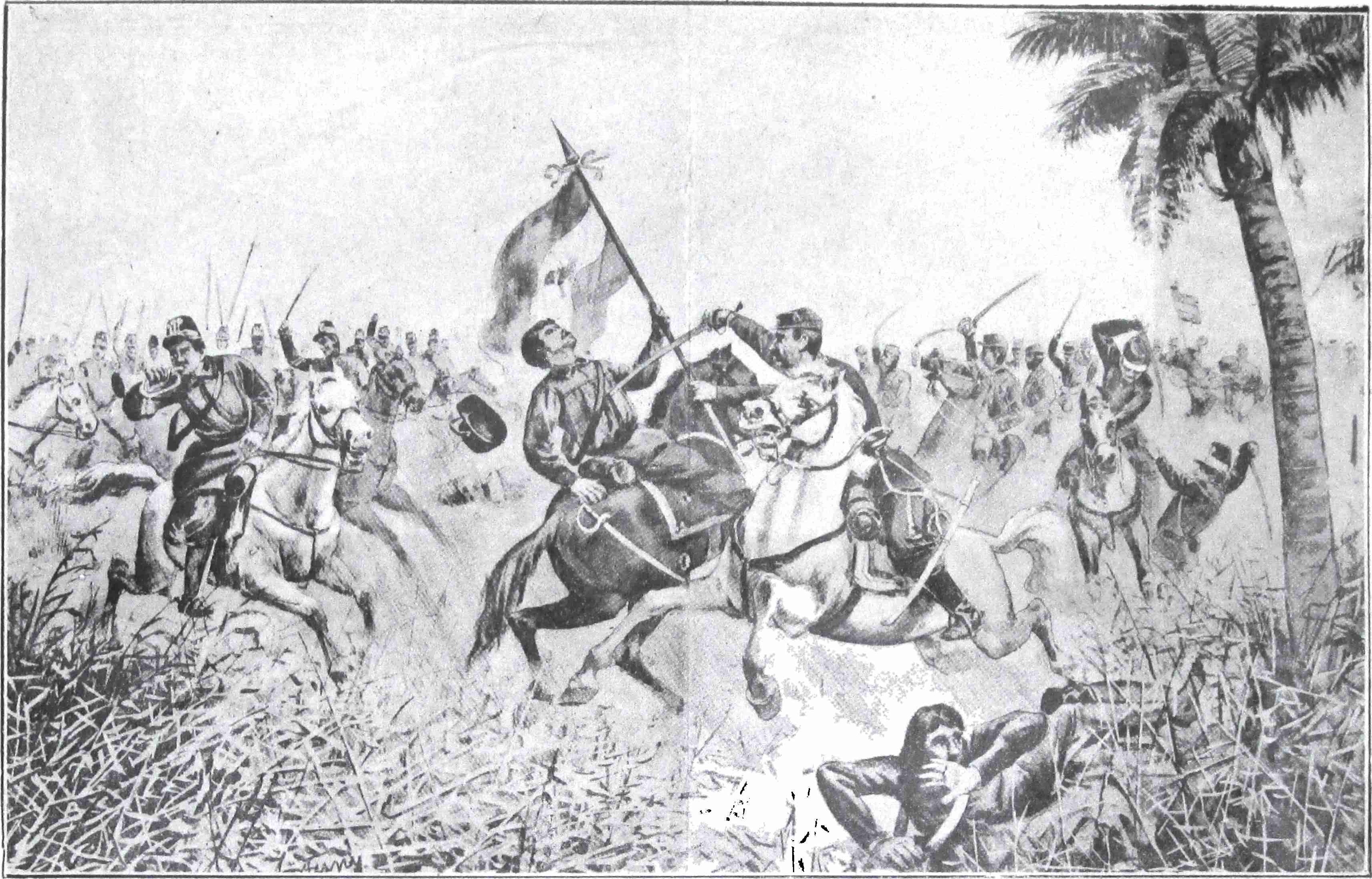
Битва при Эстеро Бельяко 2 мая 1866.

Хотя потери были почти равны с обеих сторон (аналогичное число погибших с большим количеством раненых на стороне союзников), парагвайские цели по нападению на врага из засады и похищению различных артиллерийских орудий и боеприпасов были достигнуты. Парагвайцы смогли раздобыть 4 артиллерийских орудия и несколько повозок, полных современного оружия, которое помогло облегчить нехватку материалов, которая начала ощущаться в лагере Франсиско Солано Лопеса.